# Nishio Tadayoshi
Nishio Tadayoshi est un nom japonais traditionnel ; le nom de famille (ou le nom d'école), Nishio, précède donc le prénom (ou le nom d'artiste).
Nishio Tadayoshi (西尾 忠善) (2 septembre 1768 - 30 janvier 1831) est un daimyō du milieu de l'époque d'Edo de l'histoire du Japon, à la tête du domaine de Yokosuka dans la province de Tōtōmi.
Nishio Tadayoshi est le quatrième fils de Makino Sadanaga, daimyō du domaine de Kasama dans la province de Hitachi. Il devient l'héritier adopté de Nishio Tadayuki, quatrième daimyō du domaine de Yokosuka, en 1783 et épouse sa fille. Tadayoshi devient daimyo et chef du clan Nishio après la mort de son père adoptif en 1801.
Tadayoshi intègre l'administration du shogunat Tokugawa en tant que sōshaban (maître des cérémonies) en 1806. Il encourage l'éducation parmi ses serviteurs et fonde l'école de domaine Shūdōkan (修道館), en 1811. Il invite le renommé érudit kokugaku Yagi Tomiho à y donner des conférences. Tadayoshi révise également les lois de la pêche et encourage la production de sabres dans le but de stabiliser les finances du domaine. Malgré ces mesures, il est confronté en 1816 à une révolte paysanne visant à faire baisser les impôts. En 1829, faisant valoir des problèmes de santé, Tadayoshi démissionne de son poste de daimyō qu'il transmet à son quatrième fils, Tadakata.
Tadayoshi meurt dans sa résidence d'Edo à Kobiki-chō le 30 janvier 1831 à l'âge de 62 ans. Sa tombe se trouve au Ryumin-ji, temple du clan Nishio situé dans l'actuelle ville de Kakegawa, préfecture de Shizuoka.

## Source de la traduction
- (en) Cet article est partiellement ou en totalité issu de l’article de Wikipédia en anglais intitulé « Nishio Tadayoshi » (voir la liste des auteurs).